# Selaginella lutchuensis
Selaginella lutchuensis là một loài dương xỉ trong họ Selaginellaceae. Loài này được Koidz. mô tả khoa học đầu tiên.
Danh pháp khoa học của loài này chưa được làm sáng tỏ. 